# سرگئی ایوانوف
سرگئی ایوانوف (روسی: Серге́й Бори́сович Ивано́в؛ IPA: [sʲɪrˈɡʲej bɐˈrʲisəvʲɪtɕ ɪvɐˈnof]؛ زادهٔ ۳۱ ژانویهٔ ۱۹۵۳) یک سیاست‌مدار و نظامی اهل اتحاد جماهیر سوسیالیستی شوروی است.